# Szextárgy
A Szextárgy a Tankcsapda 2003-ban megjelent második kislemeze, amely az ugyanebben az évben kiadott Élni vagy égni című albumát volt hivatott felvezetni.
A címadó dalon kívül a másik új dal "Az utca túloldalán", de utóbbi csak ezen a kislemezen hallható. Két koncertfelvétel szerepel még a lemezen, melyeket 2002. decemberben a Petőfi Csarnokban rögzítettek. A "Senki nem menekül" szintén az Élni vagy égni albumról való, míg a "Lopott könyvek" az 1995-ös Az ember tervez lemezről.
A Szextárgy maxi CD-változata multimédiás részt is tartalmaz a "Senki nem menekül" koncertvideójával, valamint az Itt vannak a Tankok!! turnéfilm előzetesével.

## A kislemez dalai
1. Szextárgy
2. Az utca túloldalán
3. Senki nem menekül (live)
4. Lopott könyvek (live)

## Közreműködők
- Lukács László – basszusgitár, ének
- Molnár "Cseresznye" Levente – gitár
- Fejes Tamás – dobok

## Külső hivatkozások
- A Tankcsapda hivatalos oldala
- Encyclopaedia Metallum – Szextárgy[halott link]